# Празотано (Савона)
Празотано је насеље у Италији у округу Савона, региону Лигурија.
Према процени из 2011. у насељу је живело 104 становника. Насеље се налази на надморској висини од 388 м.